# Mark Napier (artysta)
Mark Napier (ur. w 1961 w Springfield, New Jersey) – amerykański artysta współczesny, jeden z wczesnych twórców Internetu i pionier sztuki cyfrowej i internetowej (net.art) w Stanach Zjednoczonych. Znany z tworzenia interaktywnych dzieł sztuki online, które podważają tradycyjne definicje sztuki. Używa kodu jako wyrazistej formy, a Internetu jako przestrzeni wystawienniczej dla dzieł i laboratorium dla ich tworzenia. Mark Napier opracował swoje pierwsze aplikacje internetowe do danych finansowych w 1996 roku. Jest autorem własnej strony internetowej, która jednocześnie, jako studio online, pozwala na śledzenie i uczestniczenie w jego artystycznej działalności.

## Życiorys
Urodził się w 1961 roku w Springfield, New Jersey. W 1984 roku ukończył z tytułem licencjata sztuk pięknych Uniwersytet Syracuse. Obecnie mieszka i pracuje jako konsultant do spraw finansowych w Nowym Jorku. Początkowo pracował jako programista samouk na rynkach finansowych w Nowym Jorku. W 1995 roku wprowadzony w tajniki tworzenia stron internetowych zaczął tworzyć własne strony internetowe i zaczął eksperymentować z hipertekstem. Na swojej stronie The Distorted Barbie stworzył rodzinę photoshopped barbie, czym naraził się firmie Mattel.

## Twórczość
W 1997 roku Mark Napier stworzył swoje studio interaktywnej pracy, w którym wykorzystywał oprogramowanie jako medium. Eksperymentował z takimi utworami jak Digital Landfill i Internet shredder 1.0 (1998). Oba utwory zostały uwzględnione w przełomowym programie „net_condition” w ZKM w Karlsruhe i przyciągnęły uwagę krytyczną. W ciągu następnych pięciu lat Napier badał sieciowe środowisko oprogramowania, tworząc prace, które podważyły definicję obiektu sztuki. Do istotnych cech jego utworów należą: 1. odbiorca/widz może zmienić dzieło 2. dzieło reaguje na odbiorcę/widza 3. praca z dziełem polega na wprowadzaniu zmian przez widza/odbiorcę 4. sztuka jest masowo publiczna i może być zmieniona przez każdego, kto ma dostęp do sieci.
Utwory te istnieją częściowo jako przedstawienia, częściowo jako miejsca odwiedzane przez widza, częściowo jako kompozycje, takie jak muzyka, które zachowują się inaczej i zmieniają w zależności od okoliczności, w których są odtwarzane. Nadrzędnym doświadczeniem jest to, że przedmiot artystyczny jest bezcielesny, istnieje w wielu miejscach jednocześnie, a wielu autorów przyczynia się do powstawania i zmian dzieła, bez wyraźnego punktu końcowego. Grafika znajduje się w algorytmie, procesie, który przejawia się w niekończącej się serii wystąpień na ekranie.
W 2013 roku Napier stworzył aplikację na Androida (Kaarme Scholarship Search), która umożliwiła osobom wyszukującym zarówno studia, jak i stypendia. Ta aplikacja zapewnia uczniom szkół średnich witrynę podobną do LinkedIn, na której mogą łączyć się ze szkołami wyższymi, doradcami i znajdować zasoby potrzebne do zdobycia wykształcenia. Projekt ten był pierwszym krokiem firmy w kierunku aplikacji mobilnych, które są technologią o kluczowym znaczeniu dla demograficznej szkoły średniej.
Napier otrzymywał granty od Creative Capital, NYFA i Greenwall Foundation. Otrzymał także zlecenie na tworzenie dzieł dla SFMOMA, Whitney Museum i Guggenheim. Prace Napiera były także wystawiane w Centre Pompidou, PS1, Walker Arts Center, Ars Electronica, The Kitchen, Kunstlerhaus Vienna, Transmediale, Bard College, Princeton Art Museum, ASCII Digital Festival, Galerii Bitform w Seulu i La Villette w Paryżu.

## Nagrody i wyróżnienia
- 1999 – Wyróżnienie Ars Electronica dla projektu Shredder
- 2000 – Nagroda Towarzystwa Fraunhofera za projekt Point-to-Point
- 2001 – Dotacja Greenwall Foundation na projekt Point-to-Point
- 2001 – staż w Computer Arts
- 2001 – Nominacja do nagrody Webby Award w kategorii sztuka
- 2002 – Grant Kapitał Kreatywny
- 2007 – Nagroda New York Foundation za pracę na rzecz sztuki cyfrowej.